# Odenas
Odenas és un municipi francès situat al departament del Roine i a la regió d'Alvèrnia-Roine-Alps. L'any 2007 tenia 747 habitants.

## Demografia

### Població
El 2007 la població de fet d'Odenas era de 747 persones. Hi havia 303 famílies de les quals 73 eren unipersonals (22 homes vivint sols i 51 dones vivint soles), 106 parelles sense fills, 120 parelles amb fills i 4 famílies monoparentals amb fills.
La població ha evolucionat segons el següent gràfic:
Habitants censats

### Habitatges
El 2007 hi havia 394 habitatges, 302 eren l'habitatge principal de la família, 39 eren segones residències i 53 estaven desocupats. 338 eren cases i 53 eren apartaments. Dels 302 habitatges principals, 170 estaven ocupats pels seus propietaris, 97 estaven llogats i ocupats pels llogaters i 35 estaven cedits a títol gratuït; 1 tenia una cambra, 15 en tenien dues, 45 en tenien tres, 75 en tenien quatre i 166 en tenien cinc o més. 220 habitatges disposaven pel capbaix d'una plaça de pàrquing. A 129 habitatges hi havia un automòbil i a 150 n'hi havia dos o més.

### Piràmide de població
La piràmide de població per edats i sexe el 2009 era:
| Homes | Edats   | Dones |
| ----- | ------- | ----- |
| 0     | 95 o +  | 4     |
| 0     | 90 a 94 | 8     |
| 4     | 85 a 89 | 4     |
| 8     | 80 a 84 | 8     |
| 4     | 75 a 79 | 16    |
| 16    | 70 a 74 | 12    |
| 16    | 65 a 69 | 20    |
| 24    | 60 a 64 | 20    |
| 24    | 55 a 59 | 24    |
| 24    | 50 a 54 | 24    |
| 20    | 45 a 49 | 16    |
| 24    | 40 a 44 | 20    |
| 20    | 35 a 39 | 28    |
| 44    | 30 a 34 | 32    |
| 16    | 25 a 29 | 12    |
| 16    | 20 a 24 | 12    |
| 36    | 15 a 19 | 32    |
| 64    | 10 a 14 | 20    |
| 16    | 5 a 9   | 28    |
| 28    | 0 a 4   | 16    |

## Economia
El 2007 la població en edat de treballar era de 470 persones, 362 eren actives i 108 eren inactives. De les 362 persones actives 348 estaven ocupades (178 homes i 170 dones) i 13 estaven aturades (5 homes i 8 dones). De les 108 persones inactives 45 estaven jubilades, 34 estaven estudiant i 29 estaven classificades com a «altres inactius».

### Ingressos
El 2009 a Odenas hi havia 326 unitats fiscals que integraven 844,5 persones, la mediana anual d'ingressos fiscals per persona era de 17.550 €.

### Activitats econòmiques
Dels 36 establiments que hi havia el 2007, 3 eren d'empreses alimentàries, 1 d'una empresa de fabricació de material elèctric, 6 d'empreses de construcció, 8 d'empreses de comerç i reparació d'automòbils, 1 d'una empresa de transport, 1 d'una empresa d'hostatgeria i restauració, 2 d'empreses d'informació i comunicació, 4 d'empreses immobiliàries, 2 d'empreses de serveis, 4 d'entitats de l'administració pública i 4 d'empreses classificades com a «altres activitats de serveis».
Dels 10 establiments de servei als particulars que hi havia el 2009, 1 era una oficina de correu, 2 guixaires pintors, 2 fusteries, 2 electricistes, 1 perruqueria, 1 restaurant i 1 agència immobiliària.
L'únic establiment comercial que hi havia el 2009 era una fleca.
L'any 2000 a Odenas hi havia 85 explotacions agrícoles que ocupaven un total de 585 hectàrees.

## Equipaments sanitaris i escolars
El 2009 hi havia una escola elemental.

## Poblacions més properes
El següent diagrama mostra les poblacions més properes.